# فيرونيكا فاريكوفا
فيرونيكا فاريكوفا (بالتشيكية: Veronika Vařeková)‏ (19 يونيو 1977 أولوموك) عارضة أزياء تشيكية ظهرت في إصدار عدد ملابس السباحة لمجة الرياضية المصورة ثماني مرات بين عامي 1999 - 2007 ، كما ظهرت على غلاف مجلة ماري كلير وفوغ وهاربرز آند كوين وماكسيم وكوزموبوليتان.

## حياتها الشخصية
تزوجت فيرونيكا فاسيكوفا وبيتر نيدفيد في 3 يوليو 2004 في كاتدرائية سانت فيتوس في براغ. بعد عامين أعلنوا انفصلهما.

## روابط خارجية
- فيرونيكا فاريكوفا على موقع IMDb (الإنجليزية)
- فيرونيكا فاريكوفا على موقع دليل عارضات الأزياء (الإنجليزية)

- فيرونيكا فاريكوفا على موقع Charlie Rose